# Jonathan Leshnoff
Jonathan Mordechai Leshnoff (geboren 8. September 1973 in New Brunswick, New Jersey) ist ein amerikanischer Komponist klassischer Musik und Musikpädagoge.

## Leben und Werk
Jonathan Leshnoff wurde als Sohn von Susan und Steven Leshnoff geboren; seine Mutter war bildende Künstlerin, sein Vater Ingenieur. In seinem Grundstudium besuchte Leshnoff die Johns Hopkins University und zugleich das Peabody Institute und erwarb Bachelor-Abschlüsse in Anthropologie sowie in Komposition. Im Aufbaustudium erwarb er am Peabody Institute einen Master of Music, und danach seinen Doktortitel in Musik an der University of Maryland. Leshnoff wurde im konservativen Judentum erzogen. Während seiner Studienzeit an der Johns Hopkins University vertiefte sich sein Glaube, und er begann orthodoxes Judentum zu praktizieren.
Leshnoff lebt in Baltimore, wo er komponiert und an der Towson University als Professor für Musik lehrt. Seine Werke umfassen vier Streichquartette, vier Oratorien, zwölf Instrumentalkonzerte und vier Sinfonien. Seine Kompositionen wurden weltweit von mehr als achtzig Orchestern aufgeführt, darunter dem Atlanta Symphony Orchestra, dem Baltimore Symphony Orchestra, dem Dallas Symphony Orchestra, dem Kansas City Symphony, dem Nashville Symphony Orchestra, dem Philadelphia Orchestra und dem Pittsburgh Symphony Orchestra. Leshnoffs Werke wurden auch von Solisten wie dem Geige Gil Shaham, dem Bratscher Roberto Díaz, dem Cellisten Johannes Moser, dem Gitarristen Manuel Barrueco und der Pianistin Joyce Yang uraufgeführt.
Namhafte Kompositionsaufträge der letzten Zeit umfassen sein Klarinettenkonzert (2015), das Oratorium Zohar (2015), das Violinkonzert Nr. 2 (2017) und das Klavierkonzert von 2019. Das Klarinettenkonzert war eine gemeinschaftliche Auftragskomposition des Philadelphia Orchestra und des Santa Barbara Symphony Orchestra und wurde im April 2016 in Philadelphia mit dem Soloklarinettisten Ricardo Morales unter der Leitung von Yannick Nézet-Séguin uraufgeführt. Zohar wurde gemeinsam von der Carnegie Hall und dem Atlanta Symphony Orchestra beauftragt, im April 2016 unter der Leitung von Robert Spano uraufgeführt, und anschließend in dieser Besetzung auf Tonträger aufgenommen. Das Dallas Symphony Orchestra und das Harrisburg Symphony Orchestra beauftragten gemeinsam Leshnoffs zweites Violinkonzert, und das Werk wurde im Mai 2018 mit dem Solisten Alexander Kerr bei Jaap van Zwedens Abschiedskonzert als Musikdirektor des Dallas Symphony Orchestra uraufgeführt. Später wurde es von Noah Bendix-Balgley und dem Oklahoma City Philharmonic für ein 2023 bei Naxos veröffentlichtes Album aufgenommen. Im November 2019 spielte Joyce Yang die Uraufführung seines Klavierkonzerts mit dem Kansas City Symphony unter Musikdirektor Michael Stern; es wurde anschließend auf dem Label Reference Recordings veröffentlicht.
Obwohl ein Großteil seines Werks der Orchestermusik gewidmet ist, hat Leshnoff auch für eine Reihe von Kammermusikensembles und sinfonische Blasorchester komponiert. Die United States Marine Band beauftragte eine Sinfonie für Holzbläser aus Anlass des 225. Jubiläums der Ensembles 2023; es hatte bereits zuvor eine Bearbeitung von Leshnoffs Klarinettenkonzert auf seinem Album Arioso (2017) aufgenommen. Die United States Navy Band, die United States Air Force Band, die Band der Frost School of Music Band und die Towson University Symphonic Band haben seine Werke für Blasorchester ebenfalls aufgeführt.
Leshnoff unterrichtet seit über zwanzig Jahren an der Towson University die Fächer Instrumentation, zeitgenössische Musikgeschichte, Musikunternehmerschaft und Musiktheorie. 2013 erhielt er den University System of Maryland Regents Award in Scholarship, einer Anerkennung für ausgewählte Fakultätsmitglieder des University of Maryland Systems für ein signifikantes Publikationsprofil. Der Komponist hat seine gesamten Manuskripte dem Archiv für Spezialsammlungen der Cook Library an der Towson University treuhänderisch übereignet.

### Auszeichnungen
Ende 2019 wurde ein Album des Nashville Symphony mit Leshnoffs Werken, darunter seiner 4. Sinfonie (einem Auftragswerk dieses Orchesters gemeinsam mit dem Ensemble Violins of Hope), für einen Grammy Award for Best Classical Compendium nominiert. In einer unabhängigen Studie kam das Baltimore Symphony Orchestra zu dem Ergebnis, dass Leshnoff unter den zehn in der Saison 2015–2016 von amerikanischen Orchestern am häufigsten aufgeführten lebenden internationalen Komponisten (Platz 7) war.

### Werke (Auswahl)
Leshnoffs Œuvre umfasst derzeit rund 80 Werke, darunter vier Sinfonien, vierzehn Instrumentalkonzerte und fünf Oratorien. Viele seiner Werke werden von Theodore Presser Company verlegt.
- Symphony No. 1, Forgotten Chants and Refrains (2004)
- Violin Concerto No. 1 (2005)
- Double Concerto for Violin, Viola, and Orchestra (2007)
- Rush (2008)
- Starburst (2010)
- Concerto for Two Percussionists and Orchestra (2011)[7]
- Hope, oratorio (2011)
- Cello Concerto (2012)
- Symphony No. 2, Innerspace (2014)
- Zohar, oratorio (2015)[8]
- Chamber Concerto for Violin and Orchestra (2015)
- Symphony No. 3 (2015)[9]
- Clarinet Concerto, Nekudim (2015)
- Symphony No. 4, Heichalos (2017)[10]
- Violin Concerto No. 2 (2017)
- Piano Concerto (2019)[11]
- Of Thee I Sing, for chorus and orchestra (2020)
- Symphony for Winds (2023)

### Aufnahmen/Tonträger
- Reference Recordings FR-738: Tchaikovsky: Symphony No. 4; Leshnoff: Double Concerto for Clarinet and Bassoon. Pittsburgh Symphony Orchestra; Manfred Honeck, conductor; Michael Rusinek, clarinet; Nancy Goeres, bassoon.
- Naxos 8.559809: Leshnoff: Symphony No. 4, Heichalos; Guitar Concerto; Starburst. Nashville Symphony; Giancarlo Guerrero, conductor; Jason Vieaux, guitar.
- Naxos 8.559398, “American Classics” series: Leshnoff: Violin Concerto [No. 1]; String Quartet No. 1, „Pearl German“; Distant Reflections. Baltimore Chamber Orchestra; Markand Thakar, conductor; Charles Wetherbee, violin; Carpe Diem String Quartet.
- Reference Recordings FR-739: Leshnoff: Symphony No. 3; Piano Concerto. Kansas City Symphony; Michael Stern, conductor; Joyce Yang, pianist; Stephen Powell, baritone.
- Naxos 8.559670, “American Classics” series: Leshnoff: Symphony No. 1, Forgotten Chants and Refrains; Double Concerto for Violin and Viola; Rush. IRIS Orchestra; Michael Stern, conductor; Charles Wetherbee, violin; Roberto Díaz, viola.
- Naxos 8.559721, “American Classics” series: Jonathan Leshnoff: Chamber Music [String Quartet No. 2, „Edelmann“; Seven Glances at a Mirage; Cosmic Variations on a Haunted Theme; Without a Chance]. Carpe Diem String Quartet; various artists.
- MSR Classics 1765: Leshnoff: String Quartet No. 3, „Miller Kahn“; String Quartet No. 4; Four Dances. Carpe Diem String Quartet.
- MSR Classics 1155: Haydn, et al. Works for Trumpet and Organ. Includes Leshnoff, Cosmic Echoes. Steven Hendrickson, trumpet; William Neil, organ.
- ASO Media CD-1008: Zohar; Symphony No. 2, Innerspace. Atlanta Symphony Orchestra and Chorus; Robert Spano, conductor; Jessica Rivera, soprano; Nmon Ford, baritone.
- USMB CD-33: Arioso. Includes Leshnoff, Clarinet Concerto, Nekudim. United States Marine Band; Col. Jason K. Fettig, conductor; Ricardo Morales, guest clarinet.
- Naxos 8.579137: Berkeley, Brahms, Leshnoff: Horn Trios. David Cooper, horn; Alexander Kerr, violin; Orion Weiss, piano.
- Naxos 8.559927: Leshnoff: Violin Concerto No. 2; Elegy; Of Thee I Sing. Oklahoma City Philharmonic; Canterbury Voices; Alexander Mickelthwate, conductor; Noah Bendix-Balgley, violin.